# アイロンヘッド
アイロンヘッドは、吉本興業東京本部（東京吉本）に所属する日本のお笑いコンビ。大阪NSC30期生で2007年結成。2016年4月より活動拠点を大阪から東京へ移す。

## メンバー
- 辻井 亮平（つじい りょうへい、1985年2月1日（40歳） - ） 立ち位置は向かって左。

兵庫県神戸市出身、育英高等学校を経て京都産業大学外国語学部卒業。
血液型はA型。
ピアニストだった父親の影響で小さい頃からピアノを習っており、ギターやドラムなど他の楽器も演奏できる。歌が上手い。
NHK新人お笑い大賞を受賞した瞬間に号泣した。
R-1ぐらんぷり2015に「GOOD BOY」として出場し、準決勝まで進出した。
東京進出後は田渕章裕（インディアンス）、グチヤマ（マチルダ）とルームシェアしていた。
2019年、「伯方の塩 二代目声優オーディション」で特別賞を受賞した。
2020年8月7日、結婚。
2022年1月19日、ウルトラズとして、音楽を配信。
- ナポリ（1985年1月10日（40歳） - ） 立ち位置は向かって右。

本名及び旧芸名は毛利 雅俊（もうり まさとし）。2018年9月13日に現芸名に改名。
大阪府摂津市出身、北陽高校から京都産業大学経営学部卒業。北陽時代はサッカー部で、1年後輩にグレープカンパニー所属のピン芸人のお見送り芸人しんいちがいる。
血液型はA型。
卓球とピンポンダッシュが得意。
昔は丸坊主だった。
毎年R-1ぐらんぷりには独特の名前でエントリーしていた。

## 概要
- ともに京都産業大学出身で学生寮『追分寮』にて知り合い、大学卒業後NSCへ入学した。
- コンビ名は特に意味はなく、五十音順で最初に出てくる名前として考えた[9]。
- 2016年4月に活動拠点を東京に移し[10]、2017年3月にヨシモト∞ホール・ファーストクラスのメンバーに昇格[11]、2018年3月をもって一旦卒業[12]。その後は、大宮ラクーンよしもと劇場などを中心に活動している。
- 持ちネタの1つに「拳の舞」という踊りがあり、先輩芸人の結婚式披露宴の余興において披露されている。
- M-1グランプリには2007年から出場し、2007年から2009年までは1回戦で敗退、2010年は3回戦進出、2017年に初めて準決勝に進出し、2018〜2019年・2022年は準々決勝に進出している[13]。
- ツートライブ、ダブルアート、バンビーノ、ミキと共に「プラチナ5」というグループで活動中。

## 芸風
コントがメインだが、漫才もこなす。ボケとツッコミはネタごとに変わり特に決まっていない。辻井の特技である持ち歌(ジャングル、ジャングル、ジャングル、高収入～)や、楽器演奏を生かした歌ネタも多い。ネタは、ナポリがベースを考えた上で2人で作る。

## 出演

### テレビ
現在の出演番組
- にちようチャップリン（テレビ東京、2017年6月18日・9月17日・2018年1月14日・6月3日 ほか、ゲスト出演多数）
- Y-Tube大賞（BSよしもと、2023年7月10日 - ）- 月曜日MC

過去のレギュラー番組
- もってる!? モテるくん（読売テレビ、2013年3月9日 - 6月29日・2014年4月5日 - 2015年3月28日）
- よしもとミッドナイトコメディ 3年2組ポンコツの唄（読売テレビ、2013年6月6日 - 2014年3月18日） - 月1回放送
- バズル（J:COMテレビ、2015年2月 - 4月）
- オールザッツ漫才（毎日放送、2008年・2010年 - 2016年 12月29日）- 2014年の放送で、辻井はコンビ以外にもピンネタ、トット・見取り図の盛山晋太郎・松木智子とのユニット「O-RAIL」としても出演している。
- ウチのガヤがすみません!（日本テレビ）- 不定期出演。

### ドラマ
- ウルトラマンブレーザー 第2話（2023年7月15日、テレビ東京） - 漁師 役

### ラジオ
過去のレギュラー番組
- オンスト（YES-fm）
  - 2013年4月11日 - 6月27日：木曜日
  - 2014年4月8日 - 7月1日：火曜日
- マイナビ Laughter Night（TBSラジオ）

## 単独ライブ
2011年
- 8月20日 - 「アイロンヘッドと遊ぼう!」（ヨシモト∞ホール大阪/大阪）、「時間倍々バトル」というライブの優勝特典として開催。

2012年
- 2月24日 - 「高圧縮」（5upよしもと/大阪）

2013年
- 2月8日 - 「ダブルボンバーズ」（5upよしもと/大阪）
- 4月3日 - 「スーパーフォーメーション」（5upよしもと/大阪）
- 8月7日 - 「ビクトリーゴング」（5upよしもと/大阪）
- 10月2日 - 30分新ネタライブ「タイガーナックル〜新ネタ3〜4本します〜」（5upよしもと/大阪）
- 11月14日 - 「ヘヴィーブルドーザー」（5upよしもと/大阪）
- 12月6日 - 30分新ネタライブ「タイガーナックル」（5upよしもと/大阪）

2014年
- 2月10日 - 「イーグルアタック2014」（5upよしもと/大阪）
- 3月23日 - 30分新ネタライブ「タイガーナックル」（5upよしもと/大阪）
- 4月9日 - 「ビッグボーイズ」（5upよしもと/大阪）
- 7月24日 - 「GOファイター」（5upよしもと/大阪）
- 9月12日 - 30分新ネタライブ「タイガーナックル」（5upよしもと/大阪）
- 10月19日 - 30分新ネタライブ「タイガーナックル」（5upよしもと/大阪）
- 11月15日 - 超豪華2本立て！「タイガーナックル」「大須賀ナックル」（5upよしもと/大阪）
- 11月18日 - ベストネタソロライブ「クリティカルヒット」（よしもと幕張イオンモール劇場/千葉）

2015年
- 8月7日 - 「サイバーフォックス」（よしもと漫才劇場/大阪）

2016年
- 3月5日 - 「トリックポーカー」（よしもと漫才劇場/大阪）
- 10月16日 - 「エンドレス オブ エジプト」（ヨシモト∞ホール/東京）

2017年
- 3月11日 - 「ミクロポリス」（ヨシモト∞ホール/東京）
- 11月23日 - 「トラック・レーサー」（ヨシモト∞ホール/東京）

2018年
- 1月27日 - 「アイロンヘッドの1日パワーキャンプ」（大宮ラクーンよしもと劇場/埼玉）

2019年
- 1月29日 - 「ファイナルドクター」（ヨシモト∞ホール/東京）
- 8月24日 - 「新ネタガンバリスト#2」（よしもと幕張イオンモール劇場/千葉）
- 11月16日 - 「新ネタガンバリスト#3」（ヨシモト∞ホール/東京）

2020年
- 2月16日 - 「新ネタガンバリスト#4」（大宮ラクーンよしもと劇場/埼玉）
- 8月28日 - 「Back In The Kyoto 京都に4年間住んでたアイロンヘッドがベストネタをしに帰って来はらさしてもらってます！」(よしもと祇園花月/京都）
- 10月30日 - 「新ネタガンバリスト#5」（よしもと幕張イオンモール劇場/千葉）

2021年
- 3月12日 - トークライブ「さしもら」（ヨシモト∞ホール/東京）
- 5月22日 - 「四時半起きのギタリスト」（ヨシモト∞ホール/東京）
- 5月27日 - トークライブ「さしもら」（ヨシモト∞ホール/東京）

2022年
- 4月12日 - トークライブ「さしもら」（ヨシモト∞ホール/東京）
- 5月21日 - 新衣装お披露目漫才公演「メイク・アップ」（北沢タウンホール/東京）
- 6月3日 - トークライブ「さしもら」（ヨシモト∞ホール/東京）

## 出囃子
ポール・マッカートニー 「All Shook Up」

## 賞レースでの戦績

### キングオブコント
| 年度   | 結果         | 会場                | 日時       |
| ------ | ------------ | ------------------- | ---------- |
| 2008年 | 1回戦敗退    | ヨシモト∞ホール大阪 | 2008/07/21 |
| 2009年 | 2回戦敗退    | ヨシモト∞ホール大阪 | 2009/08/11 |
| 2010年 | 準決勝進出   | 赤坂BRITZ           | 2010/08/29 |
| 2011年 | 準決勝進出   | 赤坂BRITZ           | 2011/08/26 |
| 2013年 | 準決勝進出   | 赤坂BRITZ           | 2013/08/29 |
| 2014年 | 2回戦敗退    | 5upよしもと         | 2014/08/20 |
| 2015年 | 2回戦敗退    | 大丸心斎橋劇場      | 2015/08/12 |
| 2016年 | 2回戦敗退    | きゅりあんホール    | 2016/08/12 |
| 2017年 | 準決勝進出   | 赤坂BRITZ           | 2017/09/07 |
| 2018年 | 2回戦敗退    | シアターブラッツ    | 2018/08/05 |
| 2019年 | 準決勝進出   | 赤坂BRITZ           | 2019/09/05 |
| 2020年 | 準々決勝進出 |                     |            |
| 2021年 | 準々決勝進出 |                     |            |

### Ⅿｰ1グランプリ
| 年度   | 結果         | 会場                   | 日時       | 備考                     |
| ------ | ------------ | ---------------------- | ---------- | ------------------------ |
| 2007年 | 1回戦敗退    | baseよしもと           | 2007/09/29 |                          |
| 2008年 | 1回戦敗退    |                        |            |                          |
| 2009年 | 1回戦敗退    | HEP HALL               | 2009/10/01 |                          |
| 2010年 | 3回戦進出    | 京橋花月               | 2010/11/21 |                          |
| 2015年 | 準々決勝進出 | なんばグランド花月     | 2015/11/05 |                          |
| 2016年 | 準々決勝進出 | NEW PIER HALL          | 2016/11/06 |                          |
| 2017年 | 準決勝進出   | NEW PIER HALL          | 2017/11/15 | 予選24位、敗者復活戦17位 |
| 2018年 | 準々決勝進出 | NEW PIER HALL          | 2018/11/06 |                          |
| 2019年 | 準々決勝進出 | NEW PIER HALL          | 2019/11/19 |                          |
| 2020年 | 2回戦敗退    | ルミネtheよしもと      | 2020/11/03 | 特例シード               |
| 2021年 | 3回戦進出    | よしもと有楽町シアター | 2021/11/02 |                          |
| 2022年 | 準々決勝進出 | ルミネtheよしもと      | 2022/11/16 |                          |
| 2023年 | 準々決勝進出 | ルミネtheよしもと      | 2023/11/22 |                          |

### 歌ネタ王決定戦
| 年度   | 結果            |
| ------ | --------------- |
| 2013年 | 決勝進出（8位） |
| 2014年 | 準決勝進出      |
| 2015年 | 準決勝進出      |
| 2016年 | 準決勝進出      |
| 2017年 | 1回戦敗退       |
| 2018年 | 決勝進出（3位） |
| 2019年 | 準決勝進出      |
| 2020年 | 決勝進出（6位） |
| 2021年 | 決勝進出（6位） |

### その他の戦績
- 2011年 第32回 ABCお笑い新人グランプリ 決勝進出
- 2013年 第34回 ABCお笑いグランプリ 決勝進出 7位
- 2014年 第35回 ABCお笑いグランプリ 準決勝進出[31]
- 2014年 平成26年度 NHK新人お笑い大賞[1]
- 2015年 R-1ぐらんぷり 準決勝進出（辻井）
- 2015年 第4回 ytv漫才新人賞 決勝進出 4位
- 2016年 第3回 漫才コント音ネタトーナメント ウケタモンガチ！ 優勝
- 2016年 第5回 ytv漫才新人賞 決勝進出 6位
- 2016年 第37回 ABCお笑いグランプリ 決勝進出 3位
- 2019年 第1回 ツギクル芸人グランプリ 決勝進出（Bブロック2位で敗退）

## ディスコグラフィー

### 配信限定シングル
「ウルトラズ」名義
- あいがあう（2022年1月19日配信開始） - アイロンヘッド辻井が「ホンコン・チュニジア」で参加。

### 公式
- 公式プロフィール
- アイロンヘッド公式チャンネル - YouTubeチャンネル
- アイロンヘッドくん (@4BMTeRrw2TmznZ3) - X（旧Twitter）
- アイロンヘッド (@aironhed2023) - TikTok

### 辻井
- 公式プロフィール
- アイロンヘッド辻井(歯-2) (@aironhed_tsujii) - X（旧Twitter）
- アイロンヘッド辻井 (@aironhed_tsujii) - Instagram
- アイロンヘッド辻井(歯-2)(Ne (@aironhed_tsujii) - TikTok
- アイロンヘッド辻井 (@MS4wLjABAAAA7QAW1ENOLslggXVyAQ-r1XV5i3RZhdYQQpzUktMaUUi6eLSmPF73-oghExvlp5Ce) - TikTok（旧）
- アイロンヘッド辻井 (aironhed_tsujii) - note

### ナポリ
- 公式プロフィール
- アイロンヘッド ナポリ (@ironheadmouri) - X（旧Twitter）
- ナポリ (@ironheadmouri) - Instagram
- アイロンヘッド毛利 (@MS4wLjABAAAADjsTaJ5kN4GvgZgKcSDDklZ0icp3Ja3wjWpz_O8EzXFrOs_pihxbKeJsebeXSyca) - TikTok
- napoli (bokunapoli1) - note